# Forti FG01
Forti FG01 – samochód Formuły 1, zaprojektowany przez Giacomo Caliriego, Giorgio Stirano i Sergio Rinlanda i skonstruowany przez Forti. Samochód wziął udział w sezonie 1995 Formuły 1, oraz jako Forti FG01B, w pięciu Grand Prix sezonu 1996.

## Historia
Zespół Forti, ścigający się od 1987 roku w Międzynarodowej Formule 3000, odnosił w tej serii sukcesy, stąd też szef zespołu, Guido Forti, zaczął rozważać starty w Formule 1. Pod koniec 1992 roku zespół podpisał kontrakt z Pedro Dinizem, który wniósł do zespołu takich sponsorów, jak Arisco, Duracell, Gillette, Kaiser, Marlboro, Parmalat, Sadia i Unibanco. Do zespołu ściągnięto takich pracowników, jak Sergio Rinland i Cesare Fiorio, a także zdołano pod koniec 1994 roku pozyskać budżet w wysokości 17 milionów dolarów, wystarczający do startów w Formule 1.
Model FG01 był pierwszym samochodem Forti w Formule 1. Forti, które w Międzynarodowej Formule 3000 korzystało z gotowych nadwozi, po raz pierwszy w swojej historii musiało stworzyć własny samochód. Został on zaprojektowany przez Giacomo Caliriego i Giorgio Stirano z wkładem Sergio Rinlanda, który wcześniej był odpowiedzialny m.in. za projekty Brabhama BT60Y oraz Fondmetalu GR02. W 1994 roku Forti zakupiło pozostałe aktywa upadłego zespołu Fondmetal – w tym model GR02 – oraz zwróciło się do Rinlanda o pomoc z zaprojektowaniu samochodu opartego o model Fondmetal, który miał się ścigać w sezonie 1993, dzięki czemu Rindland miał duży wkład w FG01. Za aerodynamikę odpowiedzialny był były pracownik Brabhama, Fondmetalu i Astauto. Hans Fouche, który korzystał z tunelu aerodynamicznego w Południowej Afryce, natomiast składaniem samochodu zajęła się firma Belco Avia.
Pojawiły się opinie, że FG01 był jedynie przeróbką modelu Fondmetal GR02. Będąc samochodem nieudanym, przestarzałym, ciężkim, powolnym, kanciastym, nieporęcznym i niewydajnym aerodynamicznie, był określany jako „poprawiony samochód Formuły 3000”, a nawet jako „straszna kupa śmieci”. Pojazd dysponował zbyt dużym nosem, a początkowo nie był wyposażony w airbox, zaś moc silników Ford ED, zakupionych po atrakcyjnej cenie dzięki powiązaniom Forti z Ford do Brasil, wynosiła ok. 100 KM mniej od silników Renault RS7. Początkowo, jako jedyny samochód w stawce, dysponował także manualną skrzynią biegów. Samochód był pomalowany w żółto-niebieskie barwy, natomiast felgi pomalowano kolorem zielonym, co miało ilustrować wpływ Brazylii na Forti; dokładny odcień każdego koloru został wybrany w hołdzie dla Ayrtona Senny, który zginął podczas Grand Prix San Marino 1994.
Pierwszym kierowcą zespołu, dzięki swoim sponsorom, został ścigający się już dla Forti bez sukcesów w Międzynarodowej Formule 3000 Pedro Diniz, który podpisał z zespołem trzyletni kontrakt. Drugim kierowcą ze względu na doświadczenie i narodowość został wybrany Roberto Moreno.
Początek sezonu 1995 był dla Forti bardzo nieudany. W Grand Prix Argentyny oraz Grand Prix San Marino żaden z kierowców zespołu nie został sklasyfikowany ze względu na przejechanie poniżej 90% dystansu wyścigu, ponadto najlepsze czasy okrążeń znacznie odbiegały od innych najsłabszych zespołów, jak Pacific, Simtek czy Minardi. Do samochodu stopniowo wprowadzano jednak ulepszenia, jak zmniejszenie wagi o 60 kg, zastosowanie półautomatycznej skrzyni biegów, airboksu i poprawienie przedniego spojlera, sekcji bocznych i monokoku. Spowodowało to wzrost konkurencyjności Forti: w połowie sezonu obaj kierowcy Forti po raz pierwszy wyprzedzili w kwalifikacjach obu kierowców Pacifika, a podczas Grand Prix Australii Moreno po raz pierwszy zmieścił się w obowiązującym od 1996 roku limicie 107%. Diniz w tym wyścigu zajął siódme miejsce, co wprawdzie nie dało Forti punktów, ale pozwoliło zespołowi na wyprzedzenie w klasyfikacji konstruktorów Pacifika i Simteka.
Na sezon 1996 Diniz wraz ze swoimi sponsorami niespodziewanie odszedł do Ligiera, co znacznie zmniejszyło budżet zespołu i opóźniło prace nad nowym modelem. Spowodowało to, że na początku sezonu zespół był zmuszony użyć ubiegłorocznego modelu, który napędzały jedynie trochę bardziej konkurencyjne od silników Ford ED jednostki Ford Zetec-R. Kierowcami zostali Luca Badoer i Andrea Montermini, którzy podczas Grand Prix Australii oraz Grand Prix Europy nie zmieścili się w limicie 107% i nie zakwalifikowali się do wyścigu. Podczas Grand Prix San Marino Badoer ścigał się nowym samochodem FG03, a od Grand Prix Monako model ten przeznaczony był już dla obu kierowców.

## Wyniki w Formule 1
| Legenda oznaczeń w tabelach wyników Wyświetl szablon na nowej stronie | Legenda oznaczeń w tabelach wyników Wyświetl szablon na nowej stronie                                                                     |
| Oznaczenie                                                            | Wyjaśnienie |
| --------------------------------------------------------------------- | --- |
| Złoty                                                                 | Zwycięzca lub mistrzostwo |
| Srebrny                                                               | 2. miejsce lub wicemistrzostwo |
| Brązowy                                                               | 3. miejsce lub II wicemistrzostwo |
| Zielony                                                               | Ukończył, punktował (w klasyfikacji generalnej, gdy zdobył co najmniej jeden punkt na przestrzeni sezonu, poza trzema powyższymi opcjami) |
| Niebieski                                                             | Ukończył, nie punktował (w klasyfikacji generalnej, gdy nie zdobył co najmniej jednego punktu na przestrzeni sezonu)                      |
| Czerwony                                                              | Nie zakwalifikował się (NZ) |
| Czerwony                                                              | Nie prekwalifikował się (NPK) |
| Różowy                                                                | Nie ukończył (NU) |
| Różowy                                                                | Niesklasyfikowany (NS) (w klasyfikacji generalnej, gdy nie został sklasyfikowany w żadnym wyścigu sezonu)                                 |
| Czarny                                                                | Zdyskwalifikowany (DK) |
| Czarny                                                                | Wykluczony (WYK/EX) |
| Biały                                                                 | Nie wystartował (NW) |
| Biały                                                                 | Kontuzjowany (K/INJ) |
| Biały                                                                 | Wyścig odwołany (OD/C) |
| Bez koloru                                                            | Został wycofany (WYC/WD) |
| Bez koloru                                                            | Nie przybył (NP/DNA) |
| Bez koloru                                                            | Nie brał udziału w treningach (NT/DNP) |
| Bez koloru                                                            | Nie został zgłoszony (–) |
| Pogrubienie                                                           | Start z pole position |
| Kursywa                                                               | Najszybsze okrążenie wyścigu |
| †                                                                     | Nie ukończył, ale jego rezultat został zaliczony ze względu na przejechanie więcej niż 90% dystansu wyścigu.                              |
| *                                                                     | Sezon w trakcie |
| 1/2/3                                                                 | Punktowana pozycja w sprincie kwalifikacyjnym                                                                                             |
| Lista systemów punktacji Formuły 1                                    | |

| Sezon | Zespół              | Silnik | Kierowcy          | Wyniki w poszczególnych eliminacjach | Wyniki w poszczególnych eliminacjach | Wyniki w poszczególnych eliminacjach | Wyniki w poszczególnych eliminacjach | Wyniki w poszczególnych eliminacjach | Wyniki w poszczególnych eliminacjach | Wyniki w poszczególnych eliminacjach | Wyniki w poszczególnych eliminacjach | Wyniki w poszczególnych eliminacjach | Wyniki w poszczególnych eliminacjach | Wyniki w poszczególnych eliminacjach | Wyniki w poszczególnych eliminacjach | Wyniki w poszczególnych eliminacjach | Wyniki w poszczególnych eliminacjach | Wyniki w poszczególnych eliminacjach | Wyniki w poszczególnych eliminacjach | Wyniki w poszczególnych eliminacjach | Wyniki kierowców | Wyniki kierowców | Wyniki konstruktora | Wyniki konstruktora |
| 1995  |                     |        |                   | Brazylia                             | Argentyna                            | San Marino                           | Hiszpania                            | Monako                               | Kanada                               | Francja                              | Wielka Brytania                      | Niemcy                               | Węgry                                | Belgia                               | Włochy                               | Portugalia                           | Unia Europejska                      |                                      | Japonia                              | Australia                            | Punkty           | Pozycja          | Punkty              | Pozycja             |
| ----- | ------------------- | ------ | ----------------- | ------------------------------------ | ------------------------------------ | ------------------------------------ | ------------------------------------ | ------------------------------------ | ------------------------------------ | ------------------------------------ | ------------------------------------ | ------------------------------------ | ------------------------------------ | ------------------------------------ | ------------------------------------ | ------------------------------------ | ------------------------------------ | ------------------------------------ | ------------------------------------ | ------------------------------------ | ---------------- | ---------------- | ------------------- | ------------------- |
| 1995  | Parmalat Forti Ford | Ford   | Pedro Diniz       | 10                                   | NS                                   | NS                                   | NU                                   | 10                                   | NU                                   | NU                                   | NU                                   | NU                                   | NU                                   | 13                                   | 9                                    | 16                                   | 13                                   | 17                                   | NU                                   | 7                                    | 0                | 21               | 0                   | 11                  |
| 1995  | Parmalat Forti Ford | Ford   | Roberto Moreno    | NU                                   | NS                                   | NS                                   | NU                                   | NU                                   | NU                                   | 16                                   | NU                                   | NU                                   | NU                                   | 14                                   | NU                                   | 17                                   | NU                                   | 16                                   | NU                                   | NU                                   | 0                | 32               | 0                   | 11                  |
| 1996  |                     |        |                   | Australia                            | Brazylia                             | Argentyna                            | Unia Europejska                      | San Marino                           | Monako                               | Hiszpania                            | Kanada                               | Francja                              | Wielka Brytania                      | Niemcy                               | Węgry                                | Belgia                               | Włochy                               | Portugalia                           | Japonia                              |                                      | Punkty           | Pozycja          | Punkty              | Pozycja             |
| 1996  | Forti Grand Prix    | Ford   | Luca Badoer       | NZ                                   | 11                                   | NU                                   | NZ                                   | -                                    | -                                    | -                                    | -                                    | -                                    | -                                    | -                                    | -                                    | -                                    | -                                    | -                                    | -                                    |                                      | 0                | 21               | 0                   | 11                  |
| 1996  | Forti Grand Prix    | Ford   | Andrea Montermini | NZ                                   | NU                                   | 10                                   | NZ                                   | NZ                                   | -                                    | -                                    | -                                    | -                                    | -                                    | -                                    | -                                    | -                                    | -                                    | -                                    | -                                    |                                      | 0                | 23               | 0                   | 11                  |